# Memoria negra
Pour plus de détails, voir Fiche technique et Distribution.
Memoria negra est un film documentaire hispano-équatoguinéen réalisé en 2006.

## Synopsis
La voix off d’un guinéen anonyme en exil, qui a hérité d’un fleuve à la mort de son père, retrace dans le lointain de l’exil des épisodes d’enfance, des légendes populaires et vieilles croyances africaines, et nous introduit dans le passé mouvementé de Guinée équatoriale. Ce documentaire aborde la colonisation espagnole dans ce pays africain et l’héritage politique, religieux et culturel qui affleure après l’indépendance, depuis la dictature de Francisco Macías Nguema jusqu’à l’actuel régime de Teodoro Obiang Nguema, soutenu par la richesse pétrolière du pays.

## Fiche technique
- Réalisation : Xavier Montanyà (en)
- Production : Colomo Producciones Ovideo
- Scénario : Xavier Montanyà, Carles Serrat
- Image : Ricardo Íscar
- Son : Amanda Villavieja, Jordi Bonet
- Musique : Pablo Cepeda, Jorge Porter-Pidgins
- Montage : Domi Parra